# Die Jagd nach dem Tode
Die Jagd nach dem Tode ist ein vierteiliger, deutscher Abenteuerfilm aus dem Jahr 1920 von Karl Gerhardt mit Nils Chrisander und Lil Dagover in den Hauptrollen.

## Handlung
Der amerikanische Ingenieur McAllan wird in Asien zum Bauleiter eines Großprojekts berufen. Er soll die Zweigstrecke der Bahnstrecke von Kalkutta nach Peking beaufsichtigen. Eines Tages ruft ihn die betreffende Eisenbahngesellschaft zu einer Unterredung nach Kalkutta: Man plant, die Zweigstrecke aus Kostengründen nicht mehr umzusetzen. McAllan ist jedoch Feuer und Flamme für dieses Projekt und setzt seine gesamte Überzeugungskraft ein, den Bau nicht einfach abzublasen. Tatsächlich werden die Bauarbeiten weitergeführt, dafür ist der Ingenieur sogar bereit, mit seinem Privatvermögen einzustehen.
In Kalkutta lernt McAllan die schöne Inderin Malatti kennen, in die er sich sofort verliebt. Rasch vernachlässigt der Ingenieur seine beruflichen Verpflichtungen und folgt ihr. Nach einigen Verwicklungen kommen sich beide bei ihr daheim endlich näher, auch wenn Malattis Vater Badhama dieser Verbindung ablehnend gegenübersteht. Badhama stimmt der geplanten Hochzeit erst in dem Moment zu, als er erfährt, wie vermögend dieser Weiße wohl sein müsse. Nach einiger Zeit kehrt McAllan an seine Großbaustelle zurück, wo es drunter und drüber geht. Bei einer Explosion sterben zahlreiche Arbeiter, und McAllan muss nun mit seinem Vermögen haften. Dadurch wird der über Nacht verarmte Ingenieur für Malattis Vater als Schwiegersohn schlagartig uninteressant, zumal mit einem solventen Japaner, der viel Geld für die Hand seiner Tochter bietet, ernsthafte Konkurrenz erwachsen ist.
Zwischen dem Alten und McAllan kommt es daraufhin auf dem Dach eines in voller Fahrt befindlichen Zuges zu einer handgreiflichen Auseinandersetzung, bei der Malattis Vater in die Tiefe stürzt. McAllan nimmt an, dass dabei sein Widersacher ums Leben gekommen ist. Als dann auch noch eine Bande schurkischer Räuber den Zug entert, scheint auch McAllans Leben keinen Pfifferling mehr wert. Doch da taucht, quasi aus dem Nichts, sein treuer Diener Lubzang auf und rettet seinem Herrn im letzten Moment das Leben. Malatti, ebenfalls an Bord, gerät jedoch in die Fänge der Bande und wird von den finsteren Gesellen nach Tibet verschleppt, wo sie der Göttin Bhawani als Opfer dargeboten werden soll. Ein gutherziges Mitglied der Räuberbande erbarmt sich ihrer jedoch und verhilft der exotischen Schönen zur Flucht. Wenig später begegnet Malatti Lubzang, der sich in der Zwischenzeit von seinem Herrn McAllan abgesetzt hat. Er nimmt sie mit sich.
Malattis Vater hat wider Erwarten den Sturz vom Zug überlebt und schwört nun, grausame Rache an McAllan zu verüben. In Lhasa, der alten Hauptstadt Tibets, Sitz des Dalai Lama und zugleich „verbotene Stadt“ für alle Fremde, kommt es erneut zu einer dramatischen Begegnung zwischen dem Ingenieur und Badhama. In einem finsteren Verlies glaubt dieser, McAllan zu erkennen und versucht denjenigen Mann, den er für alles Unglück verantwortlich hält, niederzustechen. Er erkennt nicht, auf wen er einsticht und tötet dabei seine eigene Tochter. Die Diener des Dalai Lama nehmen Badhama fest und werfen ihn in den Kerker. Malattis Vater wird zum Tode verurteilt, McAllan hingegen sieht das Tageslicht wieder und wird in die Freiheit entlassen.
Nach zahlreichen weiteren Irrungen und Wirrungen entdeckt Bauingenieur McAllan die Goldminen von Sar-Khin. Sie wurden durch eine für die Verlegung der Eisenbahntrasse benötigte Sprengung freigelegt. Der Schurke Rawlinson sieht die Chance seines Lebens gekommen, über Nacht zu großem Reichtum zu kommen, und nimmt McAllan und Lili Burnes, die Chefin einer Lebensversicherungsgesellschaft, gefangen, um dadurch die dringend benötigte Wegbeschreibung in die Mine zu erpressen. Rawlinson erweist sich in seinen Mitteln als ebenso drastisch wie skrupellos: er befürchtet, dass ihn seine Geliebte Cora verraten könnte und zündet daraufhin ihr Haus an, im Glauben, sie werde darin verbrennen. Dann tritt er mit Lilli und McAllan als seine Gefangene die Flucht an.
Cora wurde in letzter Minute von Bobby Jones, einem treuen Verehrer, aus der Flammenhölle gerettet, und auch McAllan und Lilli können sich von Rawlinson befreien. Dabei hilft ihnen ein Wirbelsturm, in den das Dreiergrüppchen unvermutet gerät. Der Zufall will es, dass Lilli, McAllan, Cora und Bobby aufeinandertreffen. Alle vier wollen jetzt mit dem Schurken Rawlinson abrechnen. Es kommt zu einer wilden Verfolgungsjagd durch den Dschungel, die in der Goldmine von Sar-Khin ihrem finalen Höhepunkt zusteuert. Rawlinson stirbt bei einer Explosion. McAllan und Lilli werden ebenso ein Paar wie Cora und Bobby. Alle vier beschließen, nach New York, in McAllans Heimat, zu gehen, um ihre Rettung, ihren neu erlangten Reichtum und schließlich auch die Verlobungen der beiden Paare zu feiern.

## Produktionsnotizen
Der seit 1919 in Planung befindliche Film Die Jagd nach dem Tode entstand 1920 in den Bioscop-Ateliers in Neubabelsberg, dem heutigen Studio Babelsberg in Potsdam. Teile 1, 2 und 4 besaßen vier Akte. Teil 3 war mit sieben Akten der längste und besaß dadurch eine auch heute noch gängige Spielfilmdauer von 87 Minuten. Der Vierteiler kam auf eine Gesamtlänge von über 7280 Metern. Die Murnau-Stiftung gibt eine Gesamtspieldauer von 268 Minuten an. Der 1. Teil besaß keinen Untertitel, Teil 2 lief mit dem Zweittitel Die verbotene Stadt. Teil 3 wurde mit dem Zusatztitel Der Mann im Dunkel geführt, der letzte Teil hieß Die Goldmine von Sar-Khin.
Teil 1 und 2 liefen am 22. Oktober 1920 in den Decla-Lichtspielen Unter den Linden in Berlin an. Teil 3 wurde erstmals am 18. Februar 1921 an selbigem Orte gezeigt, Teil 4 erlebte ebendort seine Uraufführung am 25. Februar 1921.
Regisseur Gerhardt hatte sich bereits kurz zuvor als serientauglich erwiesen, als er an der Inszenierung von Joe Mays monumentalem Achtteiler Die Herrin der Welt (1919/20) mitwirkte. Die von Hermann Warm geschaffenen Freibauten wurden auf dem Bioscop-Gelände in Neubabelsberg entworfen und von seiner rechten Hand und ständigem Mitarbeiter Erich Czerwonski hochgezogen. Rudolf Meinert hatte die Produktionsleitung.

## Rezeption
„Die künstlerische Leitung bei einem Abenteuerfilm lag oft in der Schönheit und Stilechtheit der Szenerien, die manchen Sensationsfilm geradezu zum Kulturfilm erhoben. Ich denke etwa an die in Neubabelsberg geschaffene Naturtreue von Land und Leuten der geheimnisvollen indischen und tibetanischen Welt in dem Film ‚Jagd nach dem Tode‘ (1920). In diesem Film sind der unheimliche Tempel der blutdürstigen Göttin Bhawan, die heilige Stadt Lhassa, das Heiligtum Buddhas von Hermann Warm einzigartig realistisch gebaut worden.“